# Speedwell

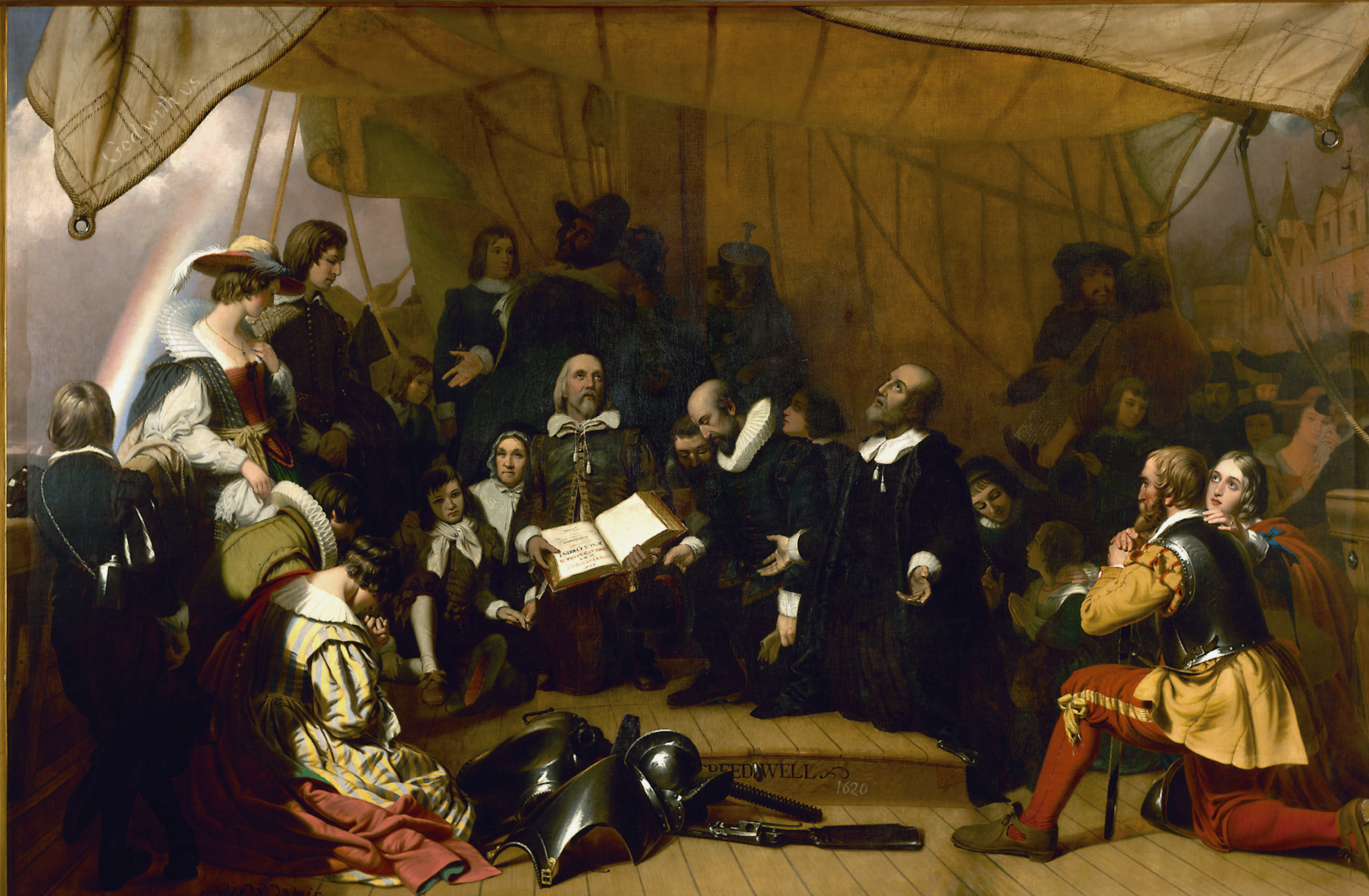
Ilustración de protestantes del barco Speedwell esperando la llegada de los colonos a América del norte.

El Speedwell era un barco de 60 toneladas, la más pequeña de las dos naves que junto con el Mayflower, intentaron llevar a los primeros colonos a América del Norte en el siglo XVII.
The Leiden Separatists compró el barco Speedwell en Holanda y fue ocupado en Delftshaven. Salieron a Southhampton para conocer el Mayflower, el cual había sido entregado por inversionistas. 
Las dos naves comenzaron su viaje el 5 de agosto de 1620, pero el Speedwell tuvo un escape y retornó a Darthmouth para ser reparado a grandes costos y tiempo. En un segundo intentto, el Mayflower y Speedwell navegaron cerca de 100 leguas desde la línea de mar, pero el Speedwell sufrió un nuevo problema. Ambos barcos volvieron a Plymouth donde el Speedwell fue vendido.
101 personas desde el Speedwell abordaron el Mayflower, dejando 20 personas para retornar a Londres. En un tercer intento, el Mayflower se encaminó hacia América. 
Un año después de la llegada del Mayflower a América (11 de noviembre de 1620), el Speedwell llegó a la colonia de Plymouth (10 de noviembre de 1621).